# Mario Méndez Bejarano
Mario Méndez Bejarano (Sevilla, 5 de diciembre de 1857-Madrid, 16 de enero de 1931) fue un filósofo, político y escritor español, autor de la obra Historia de la filosofía en España hasta el siglo XX.

## Biografía
Cursó estudios de Derecho y Filosofía y Letras en la Universidad de Sevilla y alcanzó el grado de Doctor en la Facultad de Filosofía y Letras de Madrid. En 1887 obtiene una cátedra de instituto en Granada y desde 1900 es catedrático en el Instituto Cardenal Cisneros de Madrid.
Participa activamente en la gestación de las ideas andalucistas que florecieron en los comienzos del siglo XX. Méndez Bejarano era miembro de la Sociedad de Buenas Letras de Sevilla, y tuvo gran resonancia su conferencia en 1907 "Idiosincrasia andaluza" en el Centro Bético de Granada. Por este tiempo es vicepresidente del Centro Regional Andaluz.
Su actividad en la política como diputado coincide con sus trabajos de promoción cultural, con la fundación y dotación a sus expensas de las bibliotecas públicas de Cazalla de la Sierra, Constantina y Lora del Río. Pero su inquietud intelectual no se circunscribe al andalucismo. También en otras ideas políticas, en movimientos renovadores y en incipientes ideas sobre feminismo.
Entre sus obras debe destacarse la Historia de la Filosofía en España hasta el siglo XX, editada en Madrid en 1925-1926, en la línea de la filosofía española de la Ilustración, con influencias de Hegel y de la filosofía krausista a la que ve entroncada con su propia generación de pensadores. Entre 1922 y 1925, publicó en tres tomos un Diccionario de escritores, maestros y oradores naturales de Sevilla y su actual provincia.

## Obra de ensayo
- La ciencia del verso : teoría general de la versificación con aplicaciones á la Métrica Española (sic). Madrid 1904
- Lecciones de Historia general de la Literatura. Madrid, 1907.
- La ciencia del verso. Madrid, 1908.
- Bio-bibliografía Hispálica de ultramar. Madrid, 1916.
- Diccionario de escritores, maestros y oradores naturales de Sevilla y su actual provincia, en tres tomos, 1922-1925
- Poetas españoles que vivieron en América. Madrid, 1929.
- Andalucía y ultramar. Breviario apologético. Madrid, 1929.